# Estação Comte de Flandre
Comte de Flandre (fr) ou Graaf van Vlaanderen (nl) é uma estação das linhas 1 e 5 (antigas 1A e 1B) do Metro de Bruxelas.